# Cilgerran Castle
Cilgerran Castle ist eine mittelalterliche Burg in der Nähe von Cardigan  in der Grafschaft Pembrokeshire in Wales. Die Burg, von der nur noch eine Ruine erhalten ist, wurde im 12. Jahrhundert errichtet und ist heute im Besitz des National Trust.

## Geschichte
Die erste Befestigung an dieser Stelle war eine Motte, also eine Burg in Holzbauweise, die vermutlich um 1100 errichtet wurde. Eventuell handelt es sich hierbei um die Burg Cenarth Bychan, die Gerald of Windsor, der anglo-normannische Konstabler von Pembroke Castle, errichten ließ und die bisher nicht eindeutig lokalisiert werden konnte. Möglicherweise war Cilgerran Castle auch die Burg, von der 1109 Owain ap Cadwgan, Fürst von Powys, Gerald de Windsors Gemahlin Nest ferch Rhys und ihre Kinder entführte, was jahrelange kriegerische Auseinandersetzungen verursachte.
Erstmals urkundlich erwähnt wurde Cilgerran Castle im Jahr 1165, als Lord Rhys, ein Herrscher des südwalisischen Fürstentums Deheubarth, die Burg einnahm. 1204 eroberte William Marshal, 1. Earl of Pembroke, ein anglo-normannischer Ritter und Lord Marshal von England die Burg. 1215 besetzte der Waliser Llywelyn der Große, Fürst von Gwynedd, bei seinen Eroberungszügen im Süden von Wales die Anlage. 1223 konnte allerdings William Marshal, 2. Earl of Pembroke die Burg zurückerobern und baute sie in ihrer heutigen Form aus. 1257 scheiterten die Waliser bei einem erneuten Versuch, die Burg einzunehmen. 
In der zweiten Hälfte des 13. Jahrhunderts, nachdem der letzte männliche Marshal verstorben war, kam die Burg durch Heirat in den Besitz der Familie de Cantelupe und später der Familie Hastings. Allerdings investierte man wenig in den Erhalt der Burg, so dass sie langsam verfiel. Erst 1377 veranlasste König Edward III. Reparatur- und Ausbaumaßnahmen, um einer drohenden französischen Invasion zu begegnen. 1389 fiel die Burg an die Krone, da die Familie Hastings keinen männlichen Erben besaß. Um 1400 erlangte die Befestigung nochmals größere Bedeutung, als Owain Glyndŵr, ein walisischer Nationalheld, mit französischer Unterstützung einen Unabhängigkeitskampf gegen England führte. 
Cilgerran Castle wurde später von König Heinrich VII. der Familie Vaughan überlassen, die es bewohnte, bis sie zum Anfang des 17. Jahrhunderts ein neu errichtetes Anwesen in der Nähe bezog. Im 18. und 19. Jahrhundert verfiel die Burganlage zusehends und geriet zur Ruine. 1938 überließ der damalige Besitzer, Sir Lewes Pryce, Cilgerran Castle dem National Trust.

## Anlage

Plan von Cilgerran Castle

Cilgerran Castle liegt auf einer felsigen Landzunge zwischen dem Fluss Teifi und dem zufließenden Plysgog. Da der Teifi hier seine Tidengrenze erreicht, war die Burg ein natürlicher Kreuzungspunkt und Durchgangsort von Seeschiffen. Die Landzunge ist durch zwei Gräben zur offenen Seite hin geschützt.  
Wesentliche Teile der Anlage gehen auf William Marshal, 2. Earl of Pembroke zurück. Der erste Graben umfasst eine Vorburg mit den Resten eines Torhauses. Der Einsturz des Gebäudes wurde im 19. Jahrhundert durch den Abbau von Schiefer verursacht. Hinter den äußeren Verteidigungsanlagen umschließt ein weiterer Graben den Burghof, den William Marshal mit zwei großen Türmen und einem massiven Torhaus befestigen ließ. Mittelalterliche Burgen besitzen dagegen meist nur einen hohen Turm in der Burgmitte. Eine Zugbrücke verschaffte den Zugang zum dreigeschossigen Torhaus. Über dem Tor befand sich ein kleiner Raum, eventuell eine Kapelle. Darüber lag eine Passage mit Schlitzfenstern, die das Torhaus mit den beiden runden Türme im Osten verband. Auf der Mauer gab es einen Wehrgang mit Zinnen und einen zweiten Zugangsweg zu den Türmen. 
Beide Türme haben ein Erdgeschoss und drei Obergeschosse, deren Position jeweils durch die Balkenlöcher für die Holzböden und die Kamine zu erkennen ist. Der Zugang zum Ostturm erfolgte über eine Wendeltreppe im Inneren des Turms. Die Zimmer im Erdgeschoss hatte einen separaten Eingang. Der Zugang zu den höheren Stockwerken führte wahrscheinlich durch Falltüren. Der Westturm hatte ursprünglich einen Eingang im ersten Stock über eine Treppe vom Burghof. Auch hier erfolgte der Zugang zu den oberen Stockwerken über Falltüren. Der Sally-port, bestehend aus einer Tür durch die Mauer neben dem Ostturm und einer weiteren durch die Mauer der Vorburg, gab den Verteidigern die Möglichkeit, den Angreifern in den Rücken zu fallen.
Der innere Burghof war von einer mehrere Meter dicken Mauer mit Schlitzfenstern und einem Wehrgang umgeben. Die Mauern im Burginnern waren erheblich dünner und hatten Fenster. Die Gebäude entlang der Nord-Ost- und Nord-Westseite des Burghofs stammen wahrscheinlich aus der zweiten Hälfte des 13. Jahrhunderts. Es handelte sich vermutlich um eine Halle und private Wohnungen. Eine Küche lag an der westlichen Wand. Am südwestlichen Ende der Anlage befand sich ein dritter Turm. Unter König Edward III. erfolgte ein weiterer Ausbau der Wehranlage. Mehrere Gebäude auf dem Burghof wurden hinzugefügt und ein D-förmiger Nordturm gebaut. Die Burg ähnelte jetzt in ihrer Anlage dem Pembroke Castle.

## Galerie

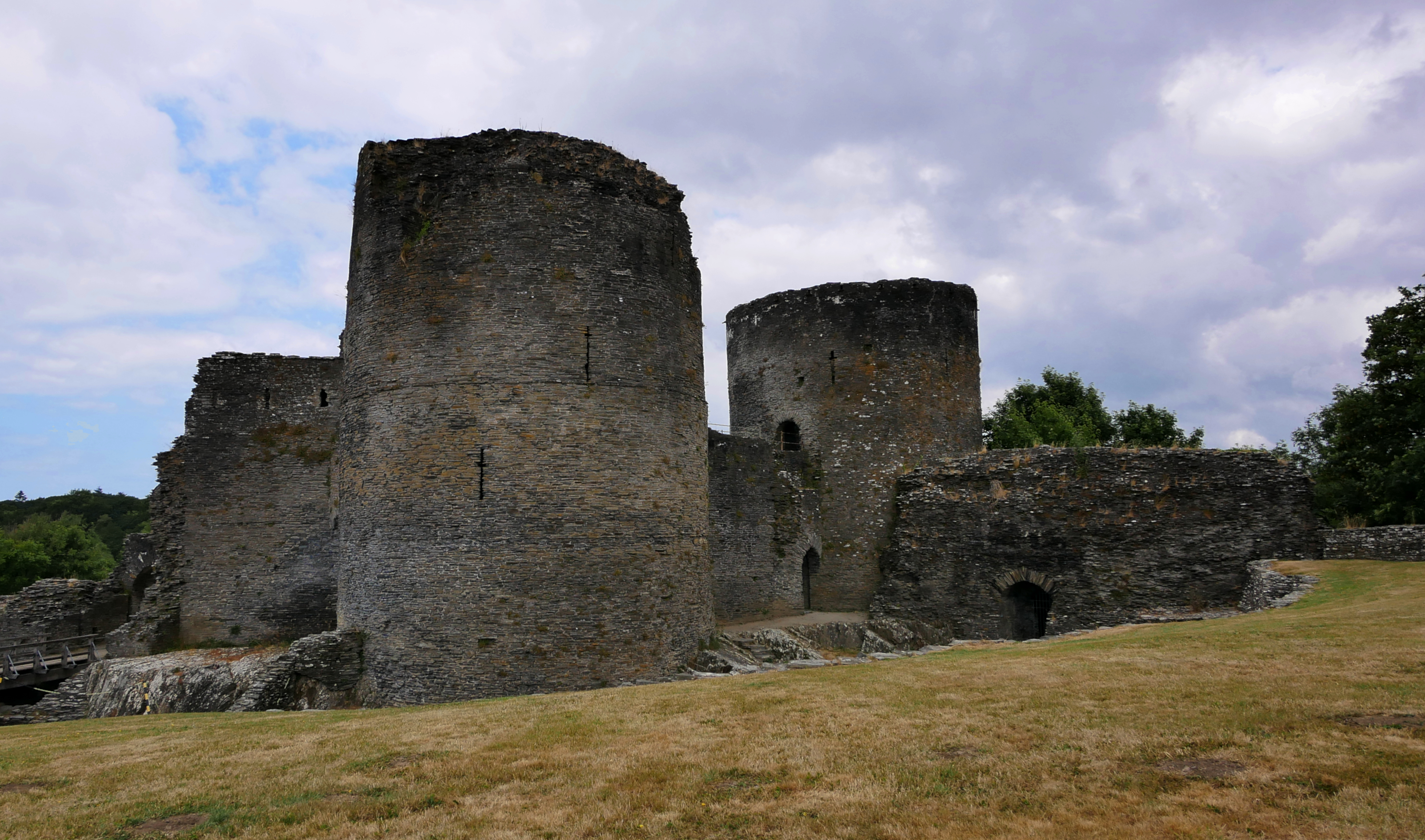
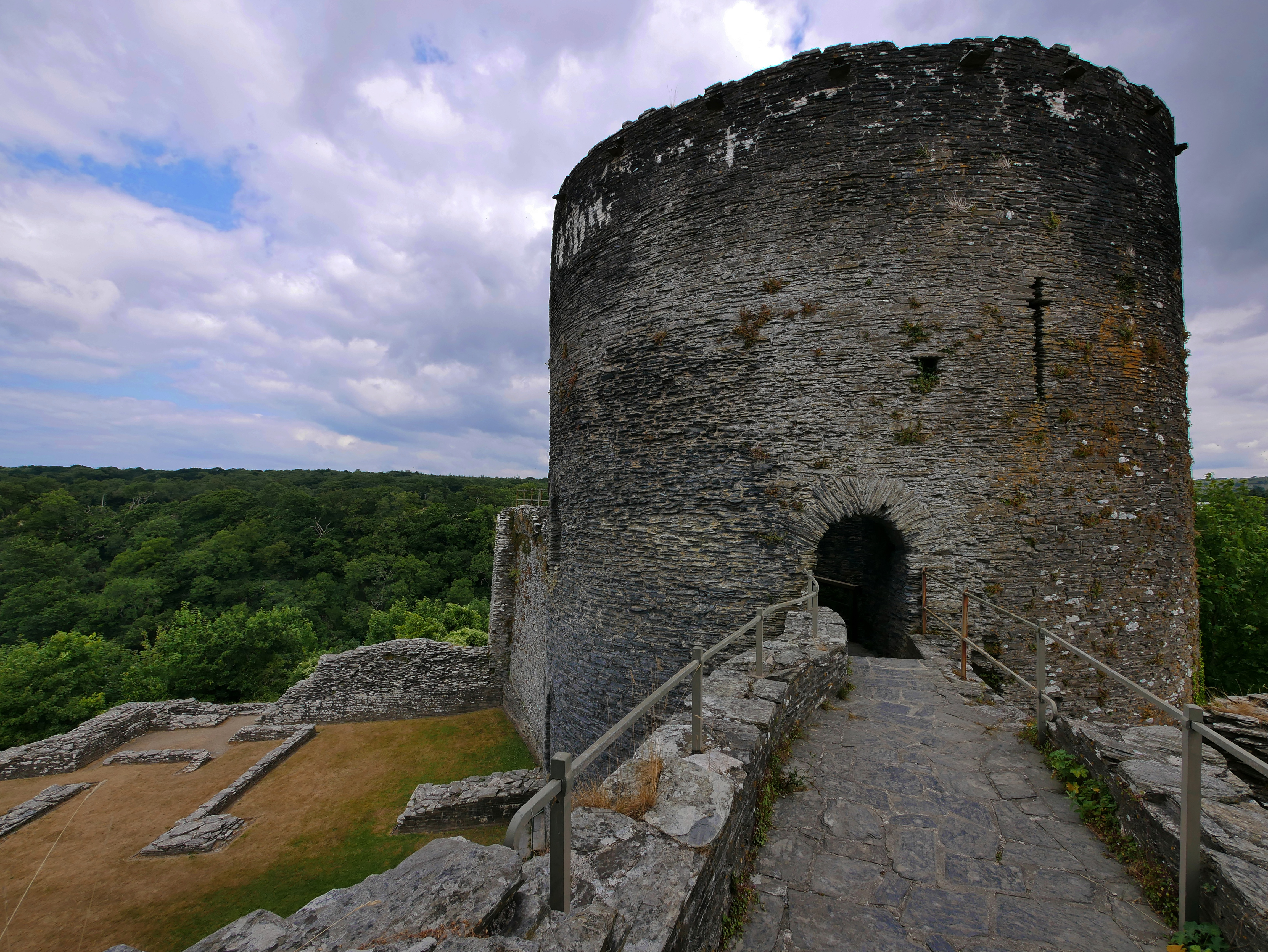
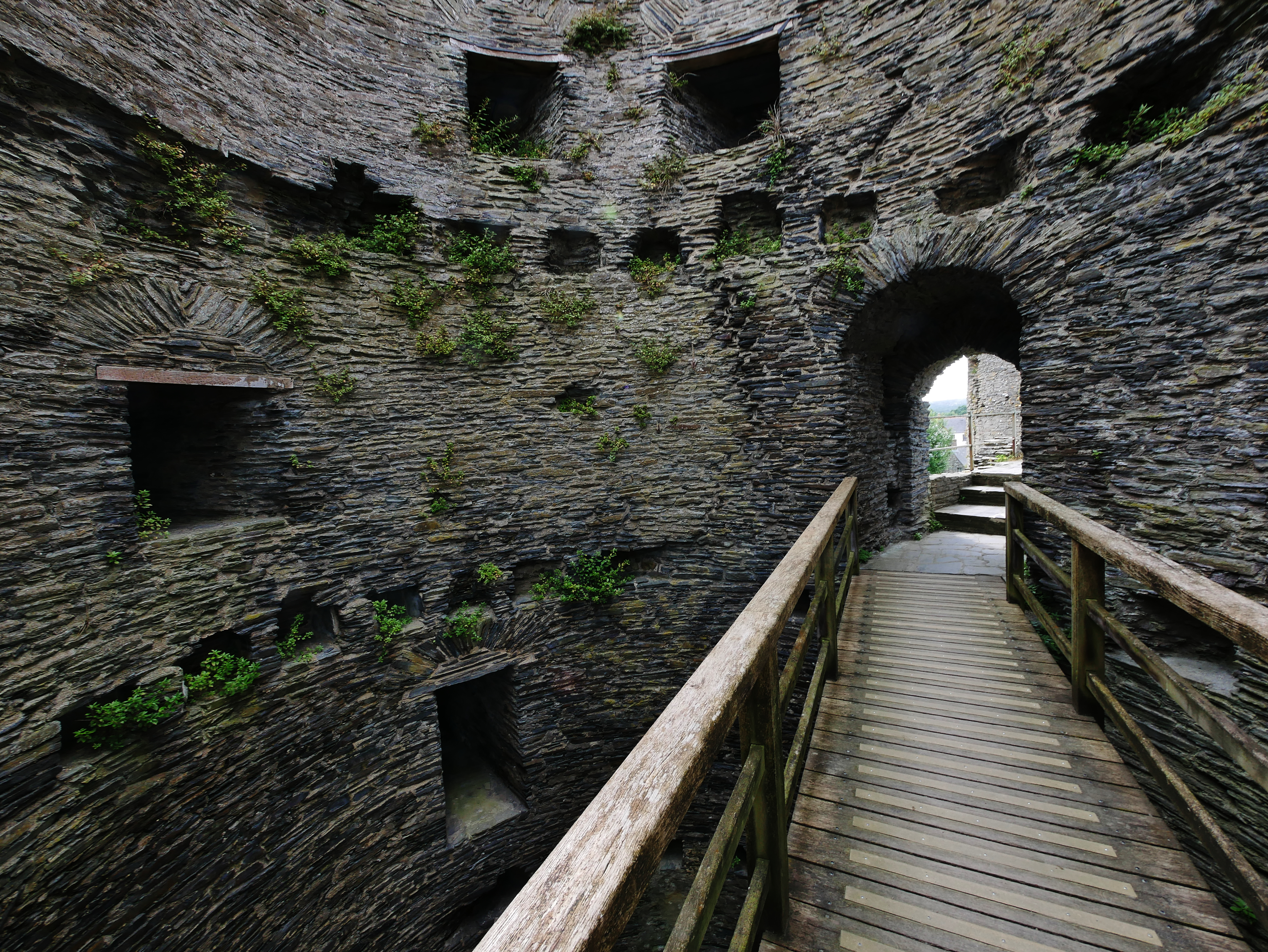
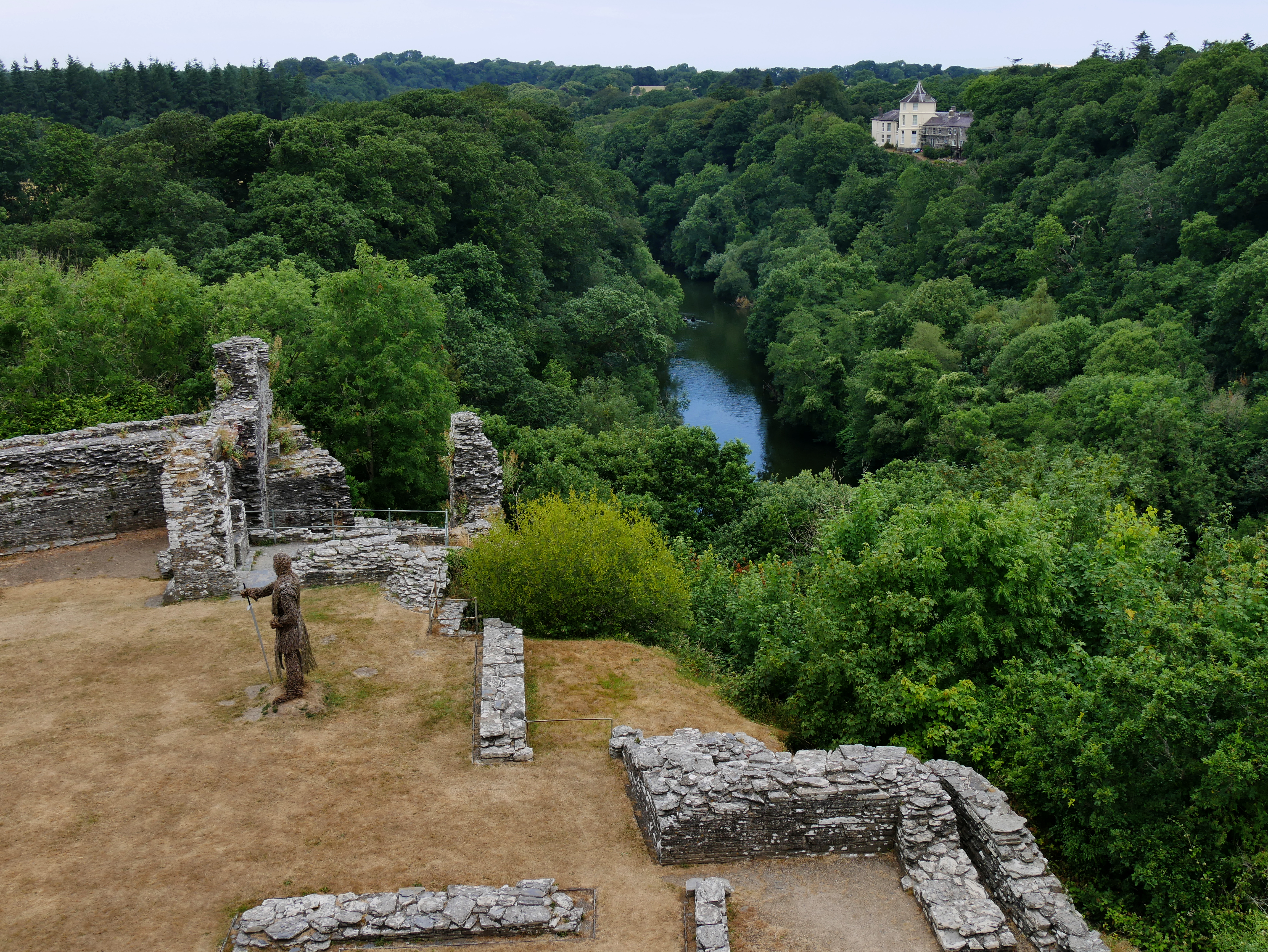